# Joseph Carter Abbott
Pour les articles homonymes, voir Abbott.
Joseph Carter Abbott, né le 15 juillet 1825 à Concord dans le New Hampshire et mort le 8 octobre 1881 à Abbottsburg en Caroline du Nord, est un journaliste, homme politique et brigadier général américain.

## Jeunesse
Il fut reçu à son examen de droit à la Phillips Academy d'Andover dans le Massachusetts en 1846 s'inscrivit au barreau en 1852. De 1852 à 1857, il fut le propriétaire et le rédacteur en chef du journal le Daily American à Manchester dans le New Hampshire. Son succès lui valut le poste de rédacteur en chef du Boston Atlas et Bee qu'il occupa de 1859 à 1861.
Il servit comme adjudant-général pour le New Hampshire de 1855 à 1861 et réorganisa la milice de cet État pendant cette période. Il fut membre de la commission qui eut pour objectif de tracer la frontière entre le New Hampshire et le Canada. Il était membre du parti Know Nothing et fut un collaborateur régulier des journaux au cours de ces années écrivant plus particulièrement sur des sujets historiques.

## Guerre civile
Il fut nommé lieutenant-colonel au sein du 7th New Hampshire Infantry Regiment en décembre 1861 et participa aux batailles Port Royal, de St. John's Bluff, de Fort Pulaski et de Fort Wagner. Il fut promu colonel de son régiment en novembre 1863 et le mena à la bataille d'Olustee et lors de la campagne de Bermuda Hundred en Virginie.
Il commanda la 2e brigade de la 1re division du Xe corps lors du siège de Petersburg et de la bataille de Chaffin's Farm ainsi que lors de la bataille de Darbytown and New Market Roads qui en découla. Lorsque l'army of the James fut réorganisée, on lui confia le commandement de la 2e brigade de la 2e division du XXIVe corps, lequel fit partie du Fort Fisher Expeditionary Corps sous les ordres du brigadier-général Alfred Terry et participa à la deuxième bataille de Fort Fisher ainsi qu'à la prise de Wilmington.
Bien qu'il eût le commandement d'une brigade, il fallut qu'il attende jusqu'au 25 janvier 1865 avant que le président Abraham Lincoln ne le nomme brigadier-général breveté, avec effet rétroactif au 15 janvier 1865 pour ses vaillants faits d'armes lors de la capture de Fort Fisher. Le Sénat américain confirma cette nomination le 14 février 1865. Il resta en poste à Wilmington en Caroline du Nord jusqu'à la fin de la guerre.

## Après la guerre
Abbott resta en Caroline du Nord une fois les hostilités terminées et eut un rôle politique actif et siégea en tant que délégué à la convention constitutionnelle de cet État en 1868. Il s'appuya largement sur l’électorat noir en aidant cette population à s'émanciper, ce qui lui valut quelques menaces de la part de la communauté blanche.
Il fut élu au Sénat des États-Unis cette même année et représenta la Caroline du Nord devant la chambre, ce qui n'avait été fait depuis juillet 1861, date à laquelle ses deux sénateurs furent expulsés à la suite d la sécession de la Caroline du Nord. Il occupa ce poste du 11 juillet 1868 au 4 mars 1871.
Il fut aussi membre du Republican National Committee de Caroline du Nord de 1870 à 1872. Lors de son mandat au Sénat il participa aux débats sur le suffrage et s'occupa en détail de l’administration militaire. Il se consacra aussi à l'amélioration des infrastructures de Wilmington et de son port, il tenta aussi de regrouper les chemins de fer de Caroline en un réseau cohérent. Malgré tous ses efforts sa plus grande réalisation fut la création d'un impôt sur les arachides. Il ne fut pas réélu pour un second mandat au Sénat.
Il dirigea ensuite une entreprise de menuiserie et fut directeur de la Poste à Wilmington. Il occupa également des charges fédérales lors des mandats des deux présidents  Grant et Rutherford, il fut notamment collecteur du port de Wilmington et agent spécial du département du Trésor.
Il fut rédacteur en chef du Wilmington Post à partir d'août 1869, un périodique républicain. il ne fut cependant jamais un véritable chef au sein du parti. Il partit s'établir dans la ville de Abbottsburg en Caroline du Nord où il mourut le 8 octobre 1881.
Il fut inhumé initialement dans le cimetière national à Wilmington mais sa dépouille fut déplacée en 1887 au Valley Cemetery de Manchester dans le New Hampshire. Malgré trois mariages, il mourut sans enfant. Il ne laissa pas d'héritage politique probant. Le Dictionary of American Biography nous rapporte que « les historiens politiques ne le mentionnent que pour le condamner ».